# Eucereon cribrum
Eucereon cribrum là một loài bướm đêm thuộc phân họ Arctiinae, họ Erebidae.